# 57式步槍

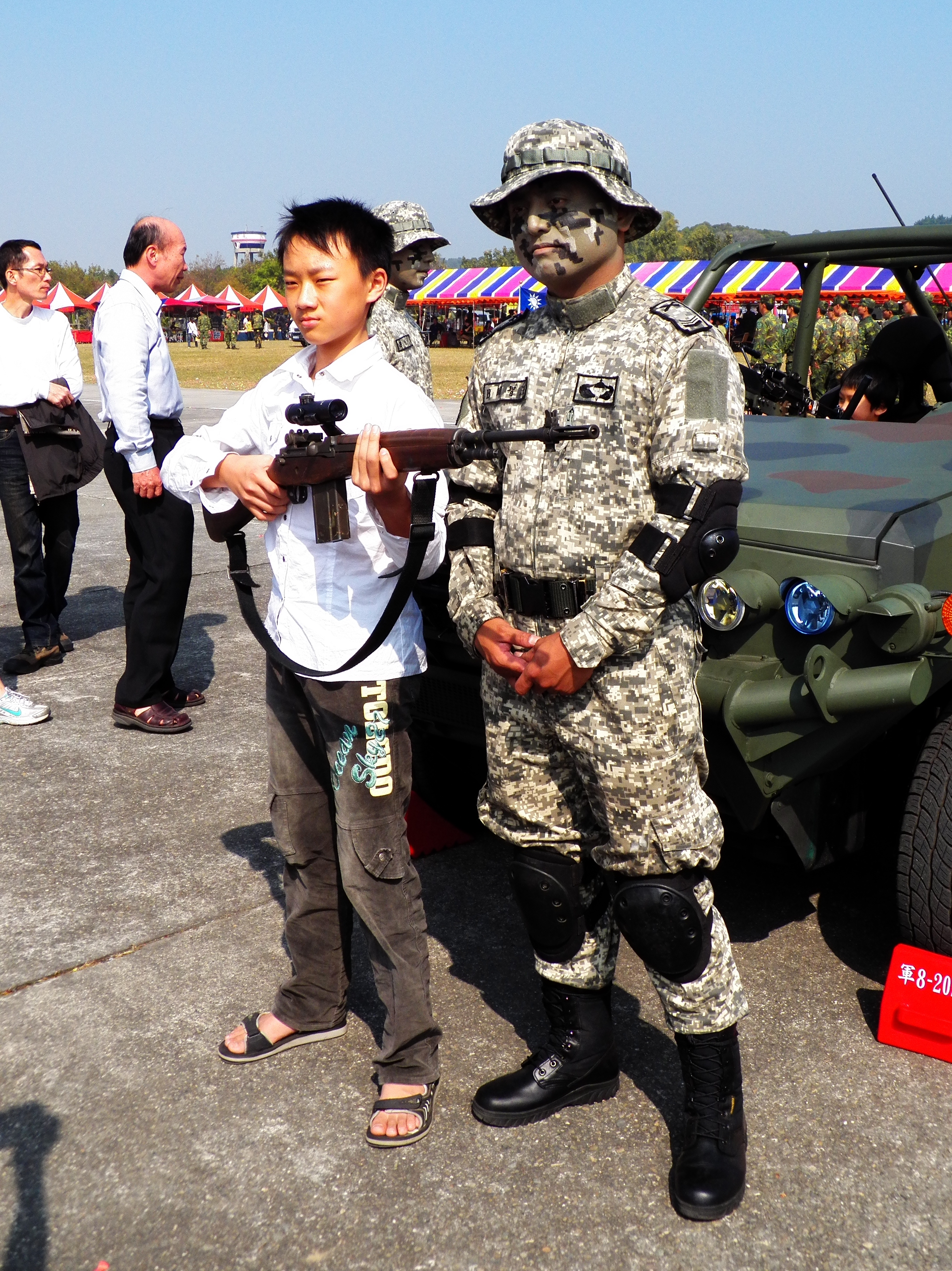
陸軍特戰小組組員與手持57式步槍的民眾合照。

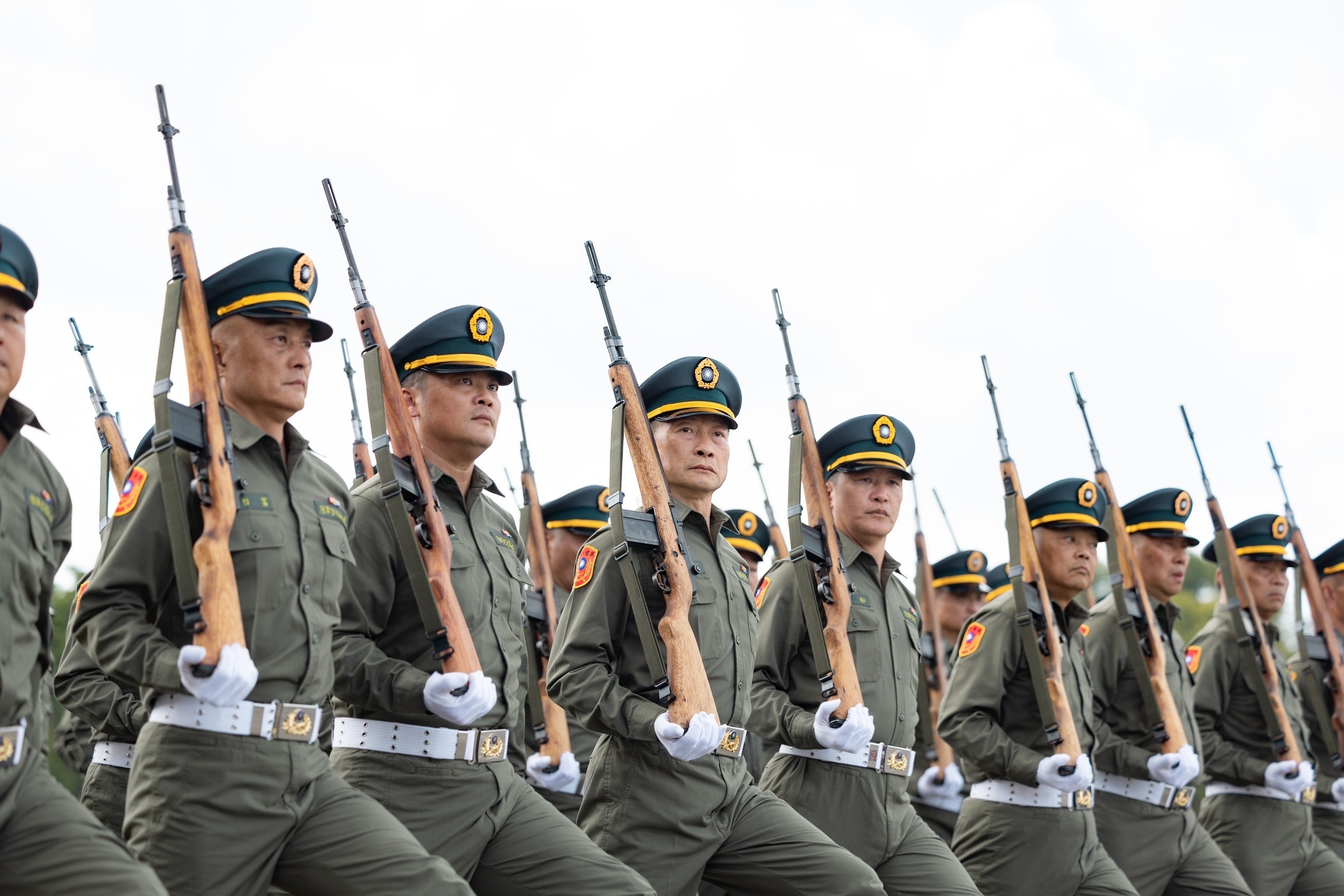
總統主持「中央陸軍軍官學校建校一百週年校慶活動」中畢業的陸軍退役學長回校進行校閱，手持57式步槍。

57式步槍（英語：T57 rifle）是中華民國經美國春田兵工廠原廠授權在中華民國由聯勤60兵工廠（1976年改制為聯勤205廠）製造的M14自動步槍，1968年（民國57年）開始正式服役，命名為57式步槍。

## 歷史
57式步槍是中華民國版本的M14自動步槍，M14是著名美國槍械設計工程師約翰·加蘭德自M1加蘭德步槍改良可全自動射擊的標準步槍，1957年美軍正式命名為M14自動步槍；1959年美國陸軍開始換裝該型步槍，但隨即投入的越南戰場卻使美軍層峰過去以來受歐陸平原戰場思維與精準射擊為考量的步槍選擇標準受到嚴苛考驗。
以結果論，無法適應戰場的武器即使本體性能如何優越，便難以受官兵信賴；所以不符當時越戰戰場需要的M14自動步槍未能繼續生產，1964年不得不結束生產線。當時的中華民國已經少量使用M14自動步槍，可追溯至1967年陸戰隊第一師操作M14的記錄，該槍由美軍顧問團提供。1969年時，在美軍顧問團協助下，太平洋美軍司令部同意贈與1萬4000支M14，國軍只需要支付運費，不過這批來自駐越美軍的封存步槍狀況並不佳，缺件，後經整修後（略有極少數步槍無法整修）發給部隊使用。是部分中華民國國軍部隊已經換裝美國援助的M14自動步槍。
國軍採用M14自動步槍的原因有二，為了加速換裝與便宜，如全數自行生產57步槍汰換，需要相當長的時間，而57步槍國造一支約109美元，美方新造M14報價122美元，但購入M14舊槍只需要48美元（均不含刺刀與配件，彈匣）。經交涉後美方同意以每支50美元（含附件）出售，含運費成本實際每支為57美元左右。根據民國63年的記錄，國軍購入8萬1808支M14自動步槍（並不確定是否包括前述贈與的1萬4000支，因國軍同意各軍種如從美軍顧問團獲得贈與步機槍可自行在軍種內部分配）。到了1995～1996年台灣海峽飛彈危機時，國軍檢整動員裝備，發現有必要補充步槍庫存，因此又緊急向美方採購一批M14，計3萬450支，每支均價55美元，總款項168萬餘美元，此批步槍抵台後直接進後備動員庫房，因那時國軍已經全面換用T65K2步槍。
民國54年左右，國軍開始研議籌造步、機槍，將此前裝備老舊與雜亂的各種槍械規格統一化，結論是M14步槍與M60機槍出線。之後因M16影響而略有反覆，但如引入M16則屬商購，並且需付授權費，而M14是政府間協議較省錢。再者M16的鋁合金與塑料技術尚無法掌握，原材料需外購，而M14沒有這種顧慮。在1967年1月23日在聯勤總部簽約，授權在中華民國製造。
與坊間傳聞M14是整廠輸出轉移之事，並不確實。聯勤派員赴美至石島、春田兵工廠，挑選了220部機器，美方只願出售其中196部（但以軍援價購入），因M14生產線需封存保持75%產能供戰備使用。後向美方民廠購入179部，聯勤自改362部，自造50部，國內採購64部，如此可滿足一年6000支步槍生產（包括機槍1200挺，以正常一日工作八小時計）。另設立年產6000萬發(7.62NATO)子彈生產線。
美方僅提供M14全槍零件圖，裝配圖。其它如零件製造程序圖，工具、刀具、模具、夾具、樣板、量具設計圖皆無，因此是60兵工廠（之後的205廠）設立了57式步槍設計組與57式機槍設計組，依台灣需要再次設計一次，這也是台灣與美方的工具機台、技術並不完全相同之故。
自製五七式步機槍計劃代號為建新十二號，由民國58年開始於60兵工廠量產，第一年量產三千支，第二至第四年每年一萬五千支，第五至第八年每年二萬支，這時是民國六十五年，也正準備下一代小口徑步槍的發展與量產，第九至第十一年每年一萬支，至民國六十八年生產結束，前後十一年，總數十五萬八千支。
57步槍全數為木質白楊木槍托，與M14樺木或胡桃木槍托不同。而M14亦有玻璃纖維膠托，台灣雖然曾嘗試仿製，但當時技術力不足而作罷。
由於使用原有全套生產設備，57式步槍除表面拋光與美造M14自動步槍略微不同外，理論上精準度應與原廠不相上下，然而生產機具非全新製品，且當時製槍經驗和工藝不足，出現些許公差造成只能同批號零配件互換使用，因此一直有「國造槍劣於美國原廠」的論點。1968年（民國57年）開始正式服役，為中華民國陸軍的標準配備，主要配發給陸軍前瞻師運用；除了前瞻師以外的部隊，包括外島的輕裝師、海軍陸戰隊、特戰部隊等並沒有全面換裝，有些部隊仍然續用M1加蘭德，甚至自修械單位領收了自越南戰場獲取的美製M16突擊步槍。 
當時還發展了重型槍管的57甲式班用自動步槍，計劃取代白朗寧自動步槍（Browning Automatic Rifle，簡稱：BAR），不過由於重量僅有4.5公斤（白朗寧自動步槍空重近9公斤），使得全自動射擊時的後座力與槍口上揚難以有效控制。
美軍M14步槍一開始有射擊選擇鈕，可切換半自動與全自動模式，但由於後者精度太差，因此美軍限制其步兵只能以半自動模式射擊。57步槍一開始就將射擊選擇鈕移除，只能半自動射擊。但是在民國63年以前仍有配備少數加裝射擊選擇鈕與雙腳架的57步槍給各營自動步槍兵編裝使用。民國63年以後，以57甲式自動步槍替換之，原來的57自動步槍也移除射擊選擇鈕與雙腳架，恢復為半自動步槍。至於57甲式，是仿製M14A1，改重槍管，有選擇鈕可全動射擊，槍托底板有加一層黑色橡膠墊，有前後握槍把，雙腳架與特製防火帽。防火帽又分兩種，聯勤版可上刺刀，美版則不能上刺刀。由於後座力仍太強，因此只有少數量產。
57式步槍服役時間頗長，先將原本混亂的美國製、日本製、中華民國大陸時期製步槍的混亂情況統一，隨後57式步槍也跟隨美軍腳步逐步被T65突擊步槍所取代。不過目前仍有一定數量在中華民國國軍中的軍校學生、狙擊單位和海空軍陸地、後備部隊等單位。

## 設計
57式步槍使用7.62×51公釐的北約步槍彈，是高精準度與長射程的全自動步槍(因後座力太大，大多都調在半自動模式)，構造簡單，故障率低。採用活塞導氣式原理，導氣裝置位於槍管下方。回轉閉鎖式槍機。可選擇半自動或全自動射擊，一般士兵的57式步槍不具備可轉換為全自動機能的開闢，只能半自動射擊，轉換全自動射擊模式需要換裝快轉拴式槍栓慢機柄。由可拆卸的20發彈匣供彈。有效射程500公尺，加裝兩腳架、狙擊鏡可延伸有效射程到700公尺。配美式M6刺刀，可以特殊槍彈（空包彈）直接發射套在槍口的22毫米步槍用榴彈，加裝槍榴彈發射件也可發射手榴彈。 
57式步槍由於直接拆卸美方機具，因此美國對於這款步槍的生產擁有主導權，在生產時聯勤已經發覺M14步槍的部份設計缺失，但因美方不允許變更設計因此一切依照美方設計製造，因此57式的生產從一開始就充滿瑕疵；同時M14自動步槍在越南戰爭又被M16突擊步槍取代，7.62x51公釐的步槍彈後座力大，對射擊經驗不多的義務役士兵是較大的挑戰。57式步槍重量也重（與M16突擊步槍相比），對國人體型來說不夠輕巧，造成國軍基層部隊期待換裝T65突擊步槍。
M14自動步槍生不逢時，出現在錯誤的越南戰場，結果當時被M16全面取代。但它至今卻被美國海軍陸戰隊與海豹部隊、三角洲部隊的狙擊手大量使用於阿富汗、伊拉克的戰爭中，而57式步槍目前也還有不少在中華民國國軍中的狙擊單位及後備部隊服役，近二十年來美國民間的射擊比賽火線上也經常出現以M14自動步槍為藍圖而製造出的M1A半自動步槍。其外形與大部分零件皆與M14自動步槍相同，但不具備可轉換為全自動機能的選擇鈕（selector），及其它相關的零件。這些事實都足以證明M14步槍系列的設計與高精準度。

## 使用國家
中華民國

## 流行文化
57式步槍作為中華民國國軍使用的制式步槍，時常在台灣的軍教片中出現。

### 電影
- 1976年－八百壯士：以57甲式充當大陸時期國軍曾用的ZB26式輕機槍（實際上為不合時宜的武器）
- 1987年－報告班長
- 1990年－金馬大兵

### 電視劇
- 1990年－大兵日記：於片中出現的新兵訓練營使用。